# Tetrabrachiinae
Die Tetrabrachiinae (Gr.: tetra = vier, brachion = Arm) sind eine Unterfamilie der Anglerfische (Antennariidae). Es sind kleine, wenig erforschte Meeresfische. Zu der Unterfamilie gehörte bis 2009 nur eine Art, Tetrabrachium ocellatum, sie war also monotypisch. 2009 wurde schließlich eine zweite Art beschrieben, Dibrachichthys melanurus. Beide Arten leben an den Küsten Australiens, Neuguineas und Indonesiens.

## Merkmale
Die Fische werden fünf bis sieben Zentimeter lang. Ihr Kopf ist groß, das Maul für Armflosser eher klein, die Augen sind klein. Gaumenzähne und eine Schwimmblase fehlen. Der Rumpf ist langgestreckt und seitlich abgeflacht, die Haut sitzt locker. Die Kiemenöffnung ist klein und sitzt unter der Brustflossenbasis.
Ihre Rückenflosse wird von 14 bis 17 Flossenstrahlen gestützt, die Afterflosse von acht bis zwölf. Der erste Strahl der Rückenflosse ist zu einem kleinen Illicium umgewandelt („Angel“).